# Derek Luke
Derek Luke   (Jersey City, 24 d'abril de 1974) nom artístic de Derek Nathanial Luke és un actor negre estatunidenc. Va guanyar el Premi Independent Spirit per la seva actuació de debut de pantalla gran en la pel·lícula del Antwone Fisher, que estava dirigida i produïda per Denzel Washington. Luke va caracteritzar a Gabe Jones en la pel·lícula Captain America: The First Avenger. També és reconegut per la seva actuació en el rol de Kevin Porter en la sèrie original de Netflix 13 Reasons Why.

## Biografia
Luke va néixer a la Ciutat de Jersey, Nova Jersey. Fou fill de Marjorie Dixon, una pianista i Maurice Luke, un actor. El seu pare és de Georgetown, Guyana. Va estudiar al Henry Snyder High School i es va graduar al Linden High School.

## Carrera
Luke va tenir el rol d'un dels quatre actors principals a la pel·lícula de guerra de Spike Lee del 2008, Miracle at St. Anna, reemplaçant Wesley Snipes.
Luke va actuar en un personatge secundari (un enfermer) en un episodi de 1999 de la sitcom The King of Queens, i va aparéier en show de la NBC, Trauma. Va tenir el rol d'un dels membres de grup de Mayhem en un episodi de la sèrie Moesha del març del 2001.
Luke va actuar en el film de 2003 Biker Boyz. Va actuar en un vídeo musical d'Alicia Keys. El 2004 va actuar en el film Friday Night Lights i el 2009 en la pel·lícula Notorius.
Luke va actuar en el rol de Bobby Joe en el film Glory Road.
El 2011 va fer del militar Gabe Jones en la pel·lícula Captain America: The First Avenger.
El mateix any va començar a acutar en el rol de Miles Bourdet, un cirurjà assitent, en la sèrie mèdica dramàtica de la TNT, HawthoRNe.
Entre el febrer i l'abril de 2013 Luke va tenir el rol de "Gregory a la sèrie The americans. El 2015 va actuar com a Malcolm Devoe, cap de seguretat de l'Imperi Televisiu a la sèrie de televisió Empire and Cookie's secret love Interest. El març de 2018 va tenir el rol principal de l'episodi pilot de "Suspicion".

## Vida personal
Luke està casat des de 1998 amb l'actriu Sophia Adella Luke i tenen un fill.

## Filmography

### Pel·lícules
| Any  | Títol                                     | Rol                          | Notes |
| ---- | ----------------------------------------- | ---------------------------- | --- |
| 2002 | Antwone Fisher                            | Antwone "Fish" Fisher        | Premi BET com a millor actor Black Reel Award for Best Actor Premi Black Reel per actor nou Independent Spirit al millor actor Premi del National Board of Review a l'actor revelació Premis Satellite al nou talent Nominat al premi de la Chicago Film Critics Association com a actor revelació Nominat al premi MTV Movie per la millor actuació revelació Nominat al Premi Teen Choice com a actor revelació. |
| 2003 | Pieces of April                           | Bobby                        | |
| 2003 | Biker Boyz                                | Noi                          | |
| 2004 | Spartan                                   | Curtis                       | |
| 2004 | Friday Night Lights                       | Boobie Miles                 | |
| 2006 | Glory Road                                | Bobby Joe Hill               | Premi del Hollywood Film Festival al millor actor revelació |
| 2006 | Catch a Fire                              | Patrick Chamusso             | Nominat al premi Black Reel com a millor actor Nominat al premi Satellite per millor actor de film de drama |
| 2007 | Lions for Lambs                           | Arian Finch                  | |
| 2008 | Definitely, Maybe                         | Russell T. McCormack         | |
| 2008 | Miracle at St. Anna                       | 2nd Staff Sgt. Aubrey Stamps | Nominat al premi Black Reel com a millor actor Nominat al premi Image com a millor actor de suport |
| 2009 | Notorious                                 | Sean "Puffy" Combs           | |
| 2009 | Madea Goes to Jail                        | Joshua Hardaway              | Nominat al premi Black Reel com a millor actor de suport |
| 2011 | Captain America: The First Avenger        | Gabe Jones                   | |
| 2012 | Seeking a Friend for the End of the World | Alan Speck                   | |
| 2012 | Sparkle                                   | Stix                         | |
| 2013 | Baggage Claim                             | William Wright               | |
| 2014 | Alex of Venice                            | Frank                        | |
| 2014 | Supremacy                                 | Raymond                      | |
| 2014 | Sight Unseen                              | N/D                          | |
| 2015 | Self/less                                 | Anton                        | |
| TBA  | Untitled Katie Holmes film                |                              | [ 9 ] |
| TBA  | American Refugee                          |                              | Post-producció |
| TBA  | Rare Objects                              | Winshaw                      | [ 10 ] |

### Televisió
| Any        | Títol                          | Rol               | Notes                                                                                    |
| ---------- | ------------------------------ | ----------------- | ---------------------------------------------------------------------------------------- |
| 1999–2000  | The King of Queens             | Repartidor        | 2 episodis                                                                               |
| 2001       | Moesha                         | Ruckus            | Episodi: "Mayhem at the Jam"                                                             |
| 2009–2010  | Trauma                         | Cameron Boone     | 20 episodis                                                                              |
| 2011       | Hawthorne                      | Dr. Miles Bourdet | 8 episodis                                                                               |
| 2011       | CSI: Crime Scene Investigation | Paramèdic         | Episodi: "CSI Down"                                                                      |
| 2013, 2018 | The Americans                  | Gregory Thomas    | 4 episodis                                                                               |
| 2015       | Empire                         | Malcolm DeVeaux   | 3 episodis                                                                               |
| 2015–2017  | Rogue                          | Marlon Dinard     | Actor regular, 20 episodis                                                               |
| 2016       | Roots                          | Silla Ba Dibba    | 2 episodis                                                                               |
| 2017–2019  | 13 Reasons Why                 | Mr. Kevin Porter  | Personatge principal (1ª i 2ª temporada); personatge invitat (3ª temporada); 27 episodis |
| 2019       | God Friended Me                | Henry Chase       | Episode; "Que Sera Sera"                                                                 |
| 2019       | The Purge                      | Marcus Moore      | Personatge principal; 10 episodis                                                        |